# SN 2007ek
SN 2007ek – supernowa typu Ia odkryta 4 czerwca 2007 roku w galaktyce A152304+0846. W momencie odkrycia miała maksymalną jasność 18,70m.